# Cocorote (municipalité)
Pour les articles homonymes, voir Cocorote.
Cocorote est l'une des quatorze municipalités de l'État d'Yaracuy au Venezuela. Son chef-lieu est Cocorote. En 2011, la population s'élève à 41 481 habitants.

## Géographie

### Subdivisions
Selon l'Institut national de statistique et contrairement à la plupart des municipalités du pays, la municipalité de Cocorote ne comporte aucune paroisse civile.